# Surp

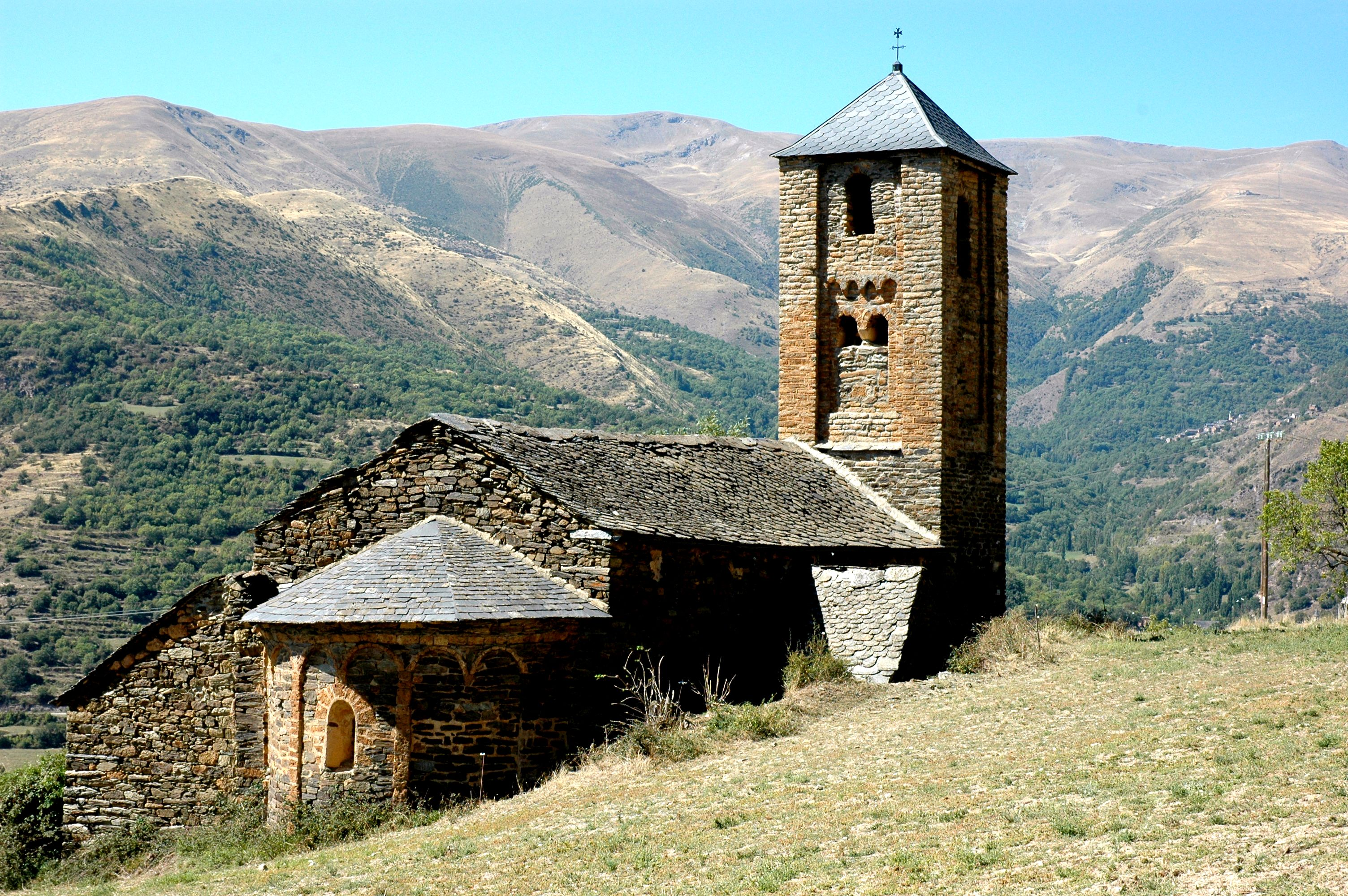
Sant Iscle i Santa Victòria de Surp

Surp ist ein Dorf der Gemeinde Rialp in Spanien. Es liegt auf einer Höhe von etwa 1100 Metern über dem Meer in Katalonien. Das Verwaltungszentrum der Gemeinde Rialp liegt etwa einen Kilometer südöstlich von Surp.